# جارفيس جنكينز
جارفيس جنكينز (بالإنجليزية: Jarvis Jenkins)‏ هو لاعب كرة قدم أمريكية أمريكي، ولد في 24 أبريل 1988 في كليمسون في الولايات المتحدة.

## وصلات خارجية
- جارفيس جنكينز على موقع مرجع كرة القدم المحترفة.كوم (الإنجليزية)